# Ik ga hard
Ik ga hard is een single van het Nederlandse dj-duo The Partysquad met de rappers Adje, Gers en Jayh en producer Reverse uit 2011. 

## Achtergrond
Ik ga hard is geschreven door Gers Pardoel, Jaouad Ait Taleb Nasser, Ruben Fernhout, Jerry Leembruggen, Sergio van Gonter en Julmar Simons. De samenwerking van de vele artiesten betekende voor zowel Adje als Jayh de doorbraak voor het grote publiek, waar het nummer hun eerste genoteerde nummer was. Voor Gers Pardoel was het nummer het laatste lied waarbij hij de eerdere artiestennaam Gers gebruikt. De noteringen van het nummer zijn de achtste plaats in de Single Top 100 en een zestiende plaats in de Top 40.